# Mainstream Sellout
| Recensione | Giudizio |
| ---------- | -------- |
| AllMusic   | [ 2 ]    |
| NME        | [ 1 ]    |

Mainstream Sellout è il sesto album in studio del cantante statunitense Machine Gun Kelly, pubblicato il 25 marzo 2022 dalle etichette discografiche Bad Boy e Interscope Records. Come il precedente album Tickets to My Downfall si è avvalso della collaborazione del batterista Travis Barker.

## Tracce
1. Born with Horns – 2:27
2. God Save Me – 3:00
3. Maybe (feat. Bring Me the Horizon) – 2:50
4. Drug Dealer (feat. Lil Wayne) – 2:52
5. Wall of Fame (Interlude) – 0:32
6. Mainstream Sellout – 1:47
7. Make Up Sex (feat. blackbear) – 2:02
8. Emo Girl (feat. Willow) – 2:39
9. 5150 – 2:54
10. Papercuts (album edit) – 3:01
11. WW4 – 1:12
12. Ay! (feat. Lil Wayne) – 2:04
13. Fake Love Don't Last (feat. Iann Dior) – 2:23
14. Die in California (feat. Gunna, Young Thug e Landon Barker) – 3:27
15. Sid & Nancy – 3:09
16. Twin Flame – 3:59

Durata totale: 40:18
Tracce bonus nelle edizioni HMV e Target
1. Love Race (feat. Kellin Quinn) – 3:08

Tracce bonus nell'edizione giapponese
1. Why Are You Here – 2:55

Tracce bonus nell'edizione deluxe Life in Pink
1. 9 Lives – 3:01
2. More than Life (feat. Glaive) – 3:15
3. Why Are You Here – 2:55
4. Last November – 2:54

1. Papercuts (live from Red Rocks) – 4:04
2. Maybe (feat. Bring Me the Horizon) (acoustic) – 2:54

## Formazione
- Machine Gun Kelly – voce, chitarre (tracce 1, 4, 6, 7, 9, 13, 15)
- Travis Barker – batteria (tracce 1, 2, 4, 6–16)
- Nick Long – chitarre
- Omer Fedi – chitarre (tracce 13, 15, 16),
- Steve Basil – basso (tracce 1, 2, 4, 6–16), tastiere (tracce 8, 12, 16)

Altri musicisti
- Pete Davidson – voce parlata (traccia 5)
- Mat Nicholls – batteria (traccia 3)
- Jordan Fish – tastiere (traccia 3)
- Lee Malia – chitarre (traccia 3)
- Matt Kean – basso (traccia 3)

## Classifiche

### Classifiche settimanali
| Classifica (2022) | Posizione massima |
| ----------------- | ----------------- |
| Australia         | 1                 |
| Canada            | 1                 |
| Irlanda           | 4                 |
| Italia            | 10                |
| Lituania          | 29                |
| Norvegia          | 5                 |
| Nuova Zelanda     | 4                 |
| Paesi Bassi       | 6                 |
| Regno Unito       | 2                 |
| Repubblica Ceca   | 2                 |
| Slovacchia        | 3                 |
| Stati Uniti       | 1                 |
| Svezia            | 28                |
| Svizzera          | 7                 |

### Classifiche di fine anno
| Classifica (2022) | Posizione |
| ----------------- | --------- |
| Austria           | 65        |
| Belgio (Fiandre)  | 173       |